# 田邑 (東周)
田邑（?—?），《庄子》作田开之，战国初年周威公时代的贤者。
《吕氏春秋》和《说苑》记载西周威公礼遇重用義蒔和田邑，以史驎、趙駢为谏臣。《庄子·达生》记载周威公听说田开之曾经与祝肾交友，于是向田开之请教养生之道，田开之认为养生就像牧羊一样，将落后的羊向前驱赶，达到抱一守中的境界。然后他又举了單豹、張毅的例子，说两人没有内外兼修。引用孔子的话：“無入而藏，無出而陽，柴立其中央”。最后强调养生要警戒衽席之上（性事），飲食之間。